# Belisario Prats
Belisario Matías Prats Pérez (Santiago, 24 de febrero de 1827-Santiago, 14 de septiembre de 1897) fue un político chileno, perteneciente al Partido Liberal.

## Biografía

### Primeros años de vida
Fue hijo del exdiputado e intendente de la provincia de Aconcagua, Martín Prats y de Antonia Pérez Larraín. Estudió la secundaria en el Instituto Nacional y luego realizó el Curso de Leyes en el mismo establecimiento. Juró de abogado en 1854.
Contrajo matrimonio con Josefina Bello Dunn, hija de Andrés Bello, tuvieron hijos.

### Vida pública
Ingresó a la judicatura en 1862 como juez del Crimen de Santiago. Regente de la Corte de Apelaciones de La Serena en 1868.
Ministro de la Corte de Apelaciones de Santiago a partir del 21 de mayo de 1870, donde también presidió la Comisión de Disciplina.
Ministro suplente de la Corte Suprema entre 1872 y 1874. Ministro de la Corte Suprema a partir del 7 de noviembre de 1880, cargo que desempeñó hasta agosto el 16 de julio de 1889. Presidente de la misma en 1885 y jubilado en 1891.
Regidor de la Municipalidad de Santiago y su Primer alcalde en 1867.
En el gabinete del presidente José Joaquín Pérez Mascayano fue ministro del Interior y Relaciones Exteriores desde el 2 de agosto de 1870 hasta el 18 de septiembre de 1871.

### Ministro del presidente Pinto
Belisario Prats fue nombrado ministro de Guerra y Marina y posteriormente del Interior durante la presidencia de Aníbal Pinto Garmendia (1876-1881). Su gabinete tuvo que renunciar debido a las pésimas condiciones en que se encontraba la armada, a la cual había privado de recursos para los necesarios mantenimientos, como limpieza, mantención y reparación de calderas, limpieza de fondos de las embarcaciones. A lo que se suma que la escuadra llegó a Iquique con el carbón justo para desplazarse a ese puerto como lo indicaba el almirante, se contaba con carbón para 7 días usándolo solo en la cocina. A raíz de lo anterior fracasaron los planes del almirante Juan Williams Rebolledo en la Guerra del Pacífico contra Bolivia y Perú en 1879, siendo el golpe de gracia, la captura del Rimac por parte de la escuadra peruana. Siendo reemplazado por Antonio Varas, un verdadero icono del Partido Nacional o Montt-Varista. El almirante en tanto, renunció en favor del comodoro Galvarino Riveros Cárdenas quien logró destruir el poder naval de Perú mediante la captura del monitor Huáscar en el combate naval de Angamos.

### Ministro del presidente Balmaceda
Durante los sucesivos ministerios creados por el presidente José Manuel Balmaceda (1886-1891) durante la crisis política de 1890-1891, Belisario fue nombrado ministro del interior por un breve periodo (1890).

## Genealogía
Belisario Prats Pérez es yerno de Andrés Bello, sobrino segundo del presidente José Joaquín Pérez Mascayano, es tío abuelo del general de ejército Carlos Prats y bisabuelo de la periodista Raquel Correa.